# آلتون میسون
آلتون میسون (زاده ۲۱ نوامبر ۱۹۹۷ میلادی) مدل اهل آمریکاست. او در ایالت آریزونا متولد شده‌است.

## زندگی حرفه‌ای
آلتون اولین سیاه‌پوستی است که در کت والک برند شنل (شرکت) حضور یافته‌است.
مجله جی کیو کشور استرالیا آلتون میسون را به عنوان برترین مدل مرد سال ۲۰۱۹ معرفی کرد.